# Equipo Latinoamericano de Justicia y Género
ELA (Equipo Latinoamericano de Justicia y Género), es una ONG de Argentina, feminista, independiente y apartidaria, fundada en 2003 en la Ciudad Autónoma de Buenos Aires. Su misión es "alcanzar la equidad de género a partir de acciones de incidencia, trabajo en redes y el desarrollo de capacidades de actores políticos y sociales, con el fin de mejorar la situación social, política y económica de las mujeres".
En diciembre de 2018 la Legislatura de la Ciudad Autónoma de Buenos Aires declaró de interés el trabajo llevado a cabo por la organización.

## Objetivos y áreas de trabajo
ELA trabaja sobre cuatro ejes centrales: la violencia contra las mujeres en todas sus manifestaciones; los derechos sexuales y reproductivos; la participación de las mujeres en el ámbito político y social; y las políticas de empleo y de cuidado con el acceso a la justicia como eje transversal.
Entre los objetivos de la organización se encuentran: el análisis crítico del derecho y de las políticas públicas desde una perspectiva de género; proponer reformas institucionales para democratizar el sistema judicial y promover el cumplimiento con las obligaciones internacionales que Argentina ha asumido en materia de derechos humanos; mejorar el acceso a la justicia para todas las mujeres; impulsar acciones y colaborar en el diseño de políticas públicas que promuevan el ejercicio de los derechos humanos de las mujeres y constituirse como referente de consulta sobre las áreas de su especialidad, tanto para las acciones emprendidas por los organismos gubernamentales como en las investigaciones y proyectos impulsados por otros centros de estudio y organizaciones afines.

## Articulación regional feminista
ELA integra una alianza de instituciones feministas latinoamericanas presentes en seis países de la región: Argentina, Bolivia, Chile, Colombia, Ecuador, Perú y México.
La Articulación Regional Feminista por los Derechos Humanos y la Justicia de Género (ARF) surgió en 2004 para promover formas coordinadas de trabajo a nivel regional, en el contexto de organizaciones de mujeres y feministas que, a finales de los años 90, dirigieron su trabajo para buscar una mayor incidencia política y monitorear el cumplimiento de los Estados.
El trabajo de la ARF "apuesta por la democratización de las relaciones personales, la ciudadanía, y del sistema político y judicial, para las mujeres y en alianza con ella, a través de acciones de incidencia legal y política tanto en ámbitos regionales como internacionales".
Una de sus fundadoras fue la abogada y socióloga Haydée Birgin, quien fuera presidenta de la organización hasta su muerte en 2014. La dirección ejecutiva de la organización está a cargo de la abogada Natalia Gherardi.
ELA es una de las organizaciones que conforman la Articulación Regional Feminista por los Derechos Humanos y la Justicia de Género. 

## Principales publicaciones
- Informe sobre Género y Derechos Humanos (2005).[21]
- Informe sobre Género y Derechos Humanos 2005-2008 (2009).[22]
- Autonomía y Feminismo siglo XXI. Escritos en homenaje a Haydée Birgin (2012).[23]
- Más allá de la denuncia. Los desafíos del acceso a la justicia. (2012).[24]
- La organización social del cuidado de niños y niñas (2014).
- Adolescentes mediatizadas. Análisis de noticias sobre violencia contra las adolescentes en medios gráficos de Argentina.[25]
- La violencia no es negocio (2017).[26]
- Violencia política contra las mujeres en Argentina: Experiencias en primera persona (2018).[27]